# Álvaro Pereira
Álvaro Daniel Pereira Barragán (Montevideo, 28 novembre 1985) è un allenatore di calcio ed ex calciatore uruguaiano, di ruolo difensore o centrocampista, tecnico del Fénix.

## Caratteristiche tecniche
Di ruolo terzino sinistro, è più avvezzo alla fase offensiva che a quella difensiva, rivelandosi pericoloso in zona gol tramite inserimenti. Di piede mancino, la sua duttilità gli consente di giocare anche da esterno di centrocampo, ala e mezzala. Si distingue anche per la forza fisica e per i cross che fornisce.

## Carriera

### Club

#### Inizi e Cluj
Nato a Montevideo in Uruguay, Pereira ha iniziato la sua carriera con il Miramar.
Nell'estate del 2008 lascia il Sud America e si trasferisce in Europa, firmando con la squadra rumena del Cluj e pagato circa 2,5 milioni di euro. In Romania colleziona 29 presenze ed una rete in campionato, e vince anche la Coppa di Romania.

#### Porto
Si trasferisce al Porto il 4 giugno 2009 per 4,5 milioni di euro (il club portoghese acquisisce l'80% dei diritti economici del giocatore). Nel suo primo anno viene per lo più utilizzato come terzino sinistro. Il club arriva terzo in campionato e vince la Coppa di Portogallo. Nella seconda stagione vince il campionato portoghese scendendo in campo in 21 partite (tutte da titolare). Inoltre conquista anche la UEFA Europa League 2010-2011, collezionando 12 presenze, la Coppa di Portogallo e la Supercoppa di Portogallo.
Nella sua ultima stagione al Porto vince la Supercoppa di Portogallo ed il campionato.

#### Inter
Il 27 agosto 2012 passa all'Inter per 10 milioni di euro, dove ritrova l'ex compagno di squadra Fredy Guarín. Esordisce in A il 2 settembre, nella sconfitta per 1-3 con la Roma.
Segna la sua unica rete in nerazzurro nella vittoria per 2-0 sul campo del Chievo. In una stagione e mezzo, colleziona 46 presenze con la squadra milanese, non riuscendo mai ad incidere sulle sorti della squadra.

#### Il ritorno in Sudamerica e i sei mesi al Getafe
Il 20 gennaio 2014, durante la finestra del mercato invernale arriva la notizia ufficiale della sua cessione al San Paolo, in prestito per un anno e mezzo con diritto di riscatto fissato a 7 milioni di euro. Esordisce con la nuova maglia segnando un'autorete. A fine stagione viene eletto miglior terzino sinistro del campionato brasiliano.
Dopo 45 presenze e 1 gol in totale, decide di lasciare il club brasiliano per motivi personali in cambio di un indennizzo e il 27 gennaio 2015 si trasferisce all'Estudiantes con la formula del prestito annuale con obbligo di riscatto fissato a poco più di 3 milioni di euro se giocherà almeno il 40% delle partite; sceglie questa destinazione perché sua moglie è di La Plata e sua figlia è nata lì durante la Copa América 2011. Difatti il riscatto diventa automatico a novembre per un totale di 3,7 milioni avendo raggiunto la soglia del 40%.
Riceve poi otto giornate di squalifica in seguito agli scontri avvenuti dopo l'amichevole Gimnasia-Estudiantes di fine gennaio 2016, poco prima del suo trasferimento in prestito semestrale al Getafe per cui il suo esordio nel campionato spagnolo è rimandato ad aprile. Saranno 6 le partite giocate nel campionato spagnolo.
Il 5 luglio 2016 viene ceduto in prestito al Cerro Porteño dove a causa di diversi infortuni gioca solo 24 partite in tre edizioni di campionato. Nel mercato invernale del 2019 torna in patria al Nacional dove gioca solo 5 partite in un anno. Nel gennaio 2020 si accasa al Club River Plate di Asunción. Rimasto svincolato dopo neanche un anno, il 24 ottobre successivo si trasferisce in Slovacchia nel Sereď, ma anche questa esperienza si rivela fallimentare e, dopo appena una presenza, si accasa ai venezuelani dell'Estudiantes de Mérida.
Il 1⁰ gennaio 2022, alla scadenza del suo contratto, si ritira dal calcio giocato all'età di 37 anni

### Nazionale
Fa il suo debutto in Nazionale il 19 novembre 2008, in occasione di un'amichevole contro la Francia: nella successiva apparizione, sigla il suo primo gol a Tripoli contro la Libia (gara vinta 3-2 dai sudamericani). Convocato per il campionato del mondo 2010 scende in campo per cinque volte, segnando una rete contro il Sudafrica nella fase a gironi; nel 2011 ha vinto la Copa América, segnando due reti nel corso del torneo.
Viene convocato per la Copa América Centenario negli Stati Uniti.

### Allenatore
Il 18 luglio 2022, Pereira si sposta in Argentina per poter allenare i Defensores de Cambaceres, squadre militante nelle serie dei dilettanti.

## Statistiche

### Presenze e reti nei club
Statistiche aggiornate al 12 marzo 2017.
| Stagione             | Squadra              | Campionato           | Campionato | Campionato | Coppe nazionali | Coppe nazionali | Coppe nazionali | Coppe continentali | Coppe continentali | Coppe continentali | altre coppe | altre coppe | altre coppe | Totale | Totale | Totale |
| Stagione             | Squadra              | Comp                 | Pres       | Reti       | Comp            | Pres            | Reti            | Comp               | Pres               | Reti               | Comp        | Pres        | Reti        | Pres   | Reti   |        |
| -------------------- | -------------------- | -------------------- | ---------- | ---------- | --------------- | --------------- | --------------- | ------------------ | ------------------ | ------------------ | ----------- | ----------- | ----------- | ------ | ------ | ------ |
| 2004                 | Miramar              | PD                   | 12         | 0          | -               | -               | -               | -                  | -                  | -                  | -           | -           | -           | 12     | 0      |        |
| 2005                 | Miramar              | PD                   | 20         | 1          | -               | -               | -               | -                  | -                  | -                  | -           | -           | -           | 20     | 1      |        |
| Totale Miramar       | Totale Miramar       | Totale Miramar       | 32         | 1          |                 |                 |                 |                    |                    |                    |             |             |             | 32     | 1      |        |
| 2005-2006            | Quilmes              | PD                   | 5          | 0          | -               | -               | -               | -                  | -                  | -                  | -           | -           | -           | 5      | 0      |        |
| 2006-2007            | Quilmes              | PD                   | 29         | 0          | -               | -               | -               | -                  | -                  | -                  | -           | -           | -           | 29     | 0      |        |
| Totale Quilmes       | Totale Quilmes       | Totale Quilmes       | 34         | 0          |                 |                 |                 |                    |                    |                    |             |             |             | 34     | 0      |        |
| 2007-2008            | Argentinos Jrs       | PD                   | 35         | 11         | -               | -               | -               | -                  | -                  | -                  | -           | -           | -           | 35     | 11     |        |
| 2008-2009            | Cluj                 | Liga I               | 29         | 1          | CR              | 2               | 1               | UCL                | 6                  | 0                  | -           | -           | -           | 37     | 2      |        |
| 2009-2010            | Porto                | PL                   | 29         | 1          | CP+CdL          | 5+4             | 0               | UCL                | 8                  | 0                  | SP          | 1           | 0           | 47     | 1      |        |
| 2010-2011            | Porto                | PL                   | 21         | 0          | CP+CdL          | 3+0             | 1               | UEL                | 14                 | 0                  | SP          | 1           | 0           | 39     | 1      |        |
| 2011-2012            | Porto                | PL                   | 23         | 1          | CP+CdL          | 1+3             | 0               | UCL+UEL            | 6+1                | 0                  | -           | -           | -           | 34     | 1      |        |
| Totale Porto         | Totale Porto         | Totale Porto         | 73         | 2          |                 | 16              | 1               |                    | 35                 | 0                  |             | 2           | 0           | 120    | 3      |        |
| 2012-2013            | Inter                | A                    | 28         | 1          | CI              | 3               | 0               | UEL                | 9                  | 0                  | -           | -           | -           | 40     | 1      |        |
| 2013-gen. 2014       | Inter                | A                    | 5          | 0          | CI              | 2               | 0               | -                  | -                  | -                  | -           | -           | -           | 7      | 0      |        |
| Totale Inter         | Totale Inter         | Totale Inter         | 33         | 1          |                 | 5               | 0               |                    | 9                  | 0                  |             | 0           | 0           | 47     | 1      |        |
| 2014                 | San Paolo            | A1/SP+A              | 11+21      | 1+0        | CB              | 6               | 0               | CS                 | 7                  | 0                  | -           | -           | -           | 45     | 1      |        |
| 2015-gen. 2016       | Estudiantes          | PD                   | 24         | 2          | -               | -               | -               | CL                 | 10                 | 0                  | -           | -           | -           | 34     | 2      |        |
| gen.-giu. 2016       | Getafe               | PD                   | 6          | 0          | CR              | -               | -               | -                  | -                  | -                  | -           | -           | -           | 6      | 0      |        |
| 2016                 | Cerro Porteño        | PD                   | 15         | 1          | -               | -               | -               | CL                 | 10                 | 2                  | -           | -           | -           | 25     | 3      |        |
| 2017                 | Cerro Porteño        | PD                   | 5          | 0          | -               | -               | -               | CS                 | 1                  | 0                  | -           | -           | -           | 6      | 0      |        |
| 2018                 | Cerro Porteño        | PD                   | 4          | 0          | -               | -               | -               | -                  | -                  | -                  | -           | -           | -           | 4      | 0      |        |
| Totale Cerro Porteño | Totale Cerro Porteño | Totale Cerro Porteño | 24         | 1          |                 | -               | -               |                    | 11                 | 2                  |             | -           | -           | 35     | 3      |        |
| 2019                 | Nacional             | PDU                  | 5          | 0          | -               | -               | -               | CL                 | 2                  | 0                  | SU          | 1           | 0           | 8      | 0      |        |
| 2020                 | River Plate          | PD                   | 3          | 0          | -               | -               | -               | CS                 | 2                  | 0                  | -           | -           | -           | 5      | 0      |        |
| ott. 2020-feb. 2021  | Sered                | SL                   | 1          | 0          | SP              | 0               | 0               | -                  | -                  | -                  | -           | -           | -           | 1      | 0      |        |
| 2021                 | Estudiantes          | PD                   | 5          | 0          | -               | -               | -               | -                  | -                  | -                  | -           | -           | -           | 5      | 0      |        |
| Totale carriera      | Totale carriera      | Totale carriera      | 336        | 20         |                 | 29              | 2               |                    | 76                 | 2                  |             | 3           | 0           | 444    | 24     |        |

### Cronologia presenze e reti in Nazionale
| Cronologia completa delle presenze e delle reti in nazionale ― Uruguay | Cronologia completa delle presenze e delle reti in nazionale ― Uruguay | Cronologia completa delle presenze e delle reti in nazionale ― Uruguay | Cronologia completa delle presenze e delle reti in nazionale ― Uruguay | Cronologia completa delle presenze e delle reti in nazionale ― Uruguay | Cronologia completa delle presenze e delle reti in nazionale ― Uruguay | Cronologia completa delle presenze e delle reti in nazionale ― Uruguay | Cronologia completa delle presenze e delle reti in nazionale ― Uruguay |
| Data                                                                   | Città                                                                  | In casa                                                                | Risultato                                                              | Ospiti                                                                 | Competizione                                                           | Reti                                                                   | Note                                                                   |
| ---------------------------------------------------------------------- | ---------------------------------------------------------------------- | ---------------------------------------------------------------------- | ---------------------------------------------------------------------- | ---------------------------------------------------------------------- | ---------------------------------------------------------------------- | ---------------------------------------------------------------------- | ---------------------------------------------------------------------- |
| 19-11-2008                                                             | Saint-Denis                                                            | Francia                                                                | 0 – 0                                                                  | Uruguay                                                                | Amichevole                                                             | -                                                                      | 56’ 71’                                                                |
| 11-2-2009                                                              | Tripoli                                                                | Libia                                                                  | 2 – 3                                                                  | Uruguay                                                                | Amichevole                                                             | 1                                                                      |                                                                        |
| 28-3-2009                                                              | Montevideo                                                             | Uruguay                                                                | 2 – 0                                                                  | Paraguay                                                               | Qual. Mondiali 2010                                                    | -                                                                      | 83’                                                                    |
| 1-4-2009                                                               | Santiago del Cile                                                      | Cile                                                                   | 0 – 0                                                                  | Uruguay                                                                | Qual. Mondiali 2010                                                    | -                                                                      | 71’                                                                    |
| 6-6-2009                                                               | Montevideo                                                             | Uruguay                                                                | 0 – 4                                                                  | Brasile                                                                | Qual. Mondiali 2010                                                    | -                                                                      | 66’                                                                    |
| 10-6-2009                                                              | Puerto Ordaz                                                           | Venezuela                                                              | 2 – 2                                                                  | Uruguay                                                                | Qual. Mondiali 2010                                                    | -                                                                      |                                                                        |
| 12-8-2009                                                              | Algeri                                                                 | Algeria                                                                | 1 – 0                                                                  | Uruguay                                                                | Amichevole                                                             | -                                                                      |                                                                        |
| 5-9-2009                                                               | Lima                                                                   | Perù                                                                   | 1 – 0                                                                  | Uruguay                                                                | Qual. Mondiali 2010                                                    | -                                                                      |                                                                        |
| 9-9-2009                                                               | Montevideo                                                             | Uruguay                                                                | 3 – 1                                                                  | Colombia                                                               | Qual. Mondiali 2010                                                    | -                                                                      |                                                                        |
| 10-10-2009                                                             | Quito                                                                  | Ecuador                                                                | 1 – 2                                                                  | Uruguay                                                                | Qual. Mondiali 2010                                                    | -                                                                      |                                                                        |
| 14-10-2009                                                             | Montevideo                                                             | Uruguay                                                                | 0 – 1                                                                  | Argentina                                                              | Qual. Mondiali 2010                                                    | -                                                                      |                                                                        |
| 14-11-2009                                                             | San José                                                               | Costa Rica                                                             | 0 – 1                                                                  | Uruguay                                                                | Qual. Mondiali 2010                                                    | -                                                                      |                                                                        |
| 18-11-2009                                                             | Montevideo                                                             | Uruguay                                                                | 1 – 1                                                                  | Costa Rica                                                             | Qual. Mondiali 2010                                                    | -                                                                      |                                                                        |
| 3-3-2010                                                               | San Gallo                                                              | Svizzera                                                               | 1 – 3                                                                  | Uruguay                                                                | Amichevole                                                             | -                                                                      | 72’                                                                    |
| 26-5-2010                                                              | Montevideo                                                             | Uruguay                                                                | 4 – 1                                                                  | Israele                                                                | Amichevole                                                             | 1                                                                      | 72’                                                                    |
| 11-6-2010                                                              | Città del Capo                                                         | Uruguay                                                                | 0 – 0                                                                  | Francia                                                                | Mondiali 2010 - 1º turno                                               | -                                                                      |                                                                        |
| 16-6-2010                                                              | Pretoria                                                               | Sudafrica                                                              | 0 – 3                                                                  | Uruguay                                                                | Mondiali 2010 - 1º turno                                               | 1                                                                      |                                                                        |
| 22-6-2010                                                              | Rustenburg                                                             | Messico                                                                | 0 – 1                                                                  | Uruguay                                                                | Mondiali 2010 - 1º turno                                               | -                                                                      | 77’                                                                    |
| 26-6-2010                                                              | Port Elizabeth                                                         | Uruguay                                                                | 2 – 1                                                                  | Corea del Sud                                                          | Mondiali 2010 - Ottavi di finale                                       | -                                                                      | 74’                                                                    |
| 6-7-2010                                                               | Città del Capo                                                         | Uruguay                                                                | 2 – 3                                                                  | Paesi Bassi                                                            | Mondiali 2010 - Semifinale                                             | -                                                                      | 78’                                                                    |
| 11-8-2010                                                              | Lisbona                                                                | Angola                                                                 | 0 – 2                                                                  | Uruguay                                                                | Amichevole                                                             | -                                                                      |                                                                        |
| 8-10-2010                                                              | Giacarta                                                               | Indonesia                                                              | 1 – 7                                                                  | Uruguay                                                                | Amichevole                                                             | -                                                                      |                                                                        |
| 12-10-2010                                                             | Wuhan                                                                  | Cina                                                                   | 0 – 4                                                                  | Uruguay                                                                | Amichevole                                                             | -                                                                      | 85’                                                                    |
| 17-11-2010                                                             | Santiago del Cile                                                      | Cile                                                                   | 2 – 0                                                                  | Uruguay                                                                | Amichevole                                                             | -                                                                      | 24’ 63’                                                                |
| 25-3-2011                                                              | Tallinn                                                                | Estonia                                                                | 2 – 0                                                                  | Uruguay                                                                | Amichevole                                                             | -                                                                      | 55’                                                                    |
| 29-3-2011                                                              | Dublino                                                                | Irlanda                                                                | 2 – 3                                                                  | Uruguay                                                                | Amichevole                                                             | -                                                                      |                                                                        |
| 29-5-2011                                                              | Sinsheim                                                               | Germania                                                               | 2 – 1                                                                  | Uruguay                                                                | Amichevole                                                             | -                                                                      |                                                                        |
| 8-6-2011                                                               | Montevideo                                                             | Uruguay                                                                | 1 – 1 (4 – 3 dtr)                                                      | Paesi Bassi                                                            | Amichevole                                                             | -                                                                      | 88’                                                                    |
| 8-7-2011                                                               | Mendoza                                                                | Uruguay                                                                | 1 – 1                                                                  | Cile                                                                   | Coppa America 2011 - 1º turno                                          | 1                                                                      | 11’                                                                    |
| 12-7-2011                                                              | La Plata                                                               | Uruguay                                                                | 1 – 0                                                                  | Messico                                                                | Coppa America 2011 - 1º turno                                          | 1                                                                      |                                                                        |
| 16-7-2011                                                              | Santa Fe                                                               | Argentina                                                              | 1 – 1 dts (4 – 5 dtr)                                                  | Uruguay                                                                | Coppa America 2011 - Quarti di finale                                  | -                                                                      | 107’                                                                   |
| 19-7-2011                                                              | La Plata                                                               | Perù                                                                   | 0 – 2                                                                  | Uruguay                                                                | Coppa America 2011 - Semifinale                                        | -                                                                      |                                                                        |
| 24-7-2011                                                              | Buenos Aires                                                           | Uruguay                                                                | 3 – 0                                                                  | Paraguay                                                               | Coppa America 2011 - Finale                                            | -                                                                      | 63’                                                                    |
| 7-10-2011                                                              | Montevideo                                                             | Uruguay                                                                | 4 – 2                                                                  | Bolivia                                                                | Qual. Mondiali 2014                                                    | -                                                                      | 38’ 56’                                                                |
| 11-10-2011                                                             | Asunción                                                               | Paraguay                                                               | 1 – 1                                                                  | Uruguay                                                                | Qual. Mondiali 2014                                                    | -                                                                      | 65’                                                                    |
| 11-11-2011                                                             | Montevideo                                                             | Uruguay                                                                | 4 – 0                                                                  | Cile                                                                   | Qual. Mondiali 2014                                                    | -                                                                      |                                                                        |
| 15-11-2011                                                             | Roma                                                                   | Italia                                                                 | 0 – 1                                                                  | Uruguay                                                                | Amichevole                                                             | -                                                                      | 25’, 81’                                                               |
| 25-5-2012                                                              | Mosca                                                                  | Russia                                                                 | 1 – 1                                                                  | Uruguay                                                                | Amichevole                                                             | -                                                                      | 77’                                                                    |
| 2-6-2012                                                               | Montevideo                                                             | Uruguay                                                                | 1 – 1                                                                  | Venezuela                                                              | Qual. Mondiali 2014                                                    | -                                                                      |                                                                        |
| 10-6-2012                                                              | Montevideo                                                             | Uruguay                                                                | 4 – 2                                                                  | Perù                                                                   | Qual. Mondiali 2014                                                    | -                                                                      | 60’                                                                    |
| 15-8-2012                                                              | Le Havre                                                               | Francia                                                                | 0 – 0                                                                  | Uruguay                                                                | Amichevole                                                             | -                                                                      | 39’                                                                    |
| 7-9-2012                                                               | Barranquilla                                                           | Colombia                                                               | 4 – 0                                                                  | Uruguay                                                                | Qual. Mondiali 2014                                                    | -                                                                      |                                                                        |
| 11-9-2012                                                              | Montevideo                                                             | Uruguay                                                                | 1 – 1                                                                  | Ecuador                                                                | Qual. Mondiali 2014                                                    | -                                                                      | 35’ 46’                                                                |
| 16-10-2012                                                             | La Paz                                                                 | Bolivia                                                                | 4 – 1                                                                  | Uruguay                                                                | Qual. Mondiali 2014                                                    | -                                                                      |                                                                        |
| 14-11-2012                                                             | Danzica                                                                | Polonia                                                                | 1 – 3                                                                  | Uruguay                                                                | Amichevole                                                             | -                                                                      | 78’                                                                    |
| 22-3-2013                                                              | Montevideo                                                             | Uruguay                                                                | 1 – 1                                                                  | Paraguay                                                               | Qual. Mondiali 2014                                                    | -                                                                      |                                                                        |
| 26-3-2013                                                              | Santiago del Cile                                                      | Cile                                                                   | 2 – 0                                                                  | Uruguay                                                                | Qual. Mondiali 2014                                                    | -                                                                      |                                                                        |
| 5-6-2013                                                               | Montevideo                                                             | Uruguay                                                                | 1 – 0                                                                  | Francia                                                                | Amichevole                                                             | -                                                                      | 71’                                                                    |
| 11-6-2013                                                              | Puerto Ordaz                                                           | Venezuela                                                              | 0 – 1                                                                  | Uruguay                                                                | Qual. Mondiali 2014                                                    | -                                                                      | 85’                                                                    |
| 20-6-2013                                                              | Salvador                                                               | Nigeria                                                                | 1 – 2                                                                  | Uruguay                                                                | Conf. Cup 2013 - 1º turno                                              | -                                                                      | 87’                                                                    |
| 23-6-2013                                                              | Recife                                                                 | Uruguay                                                                | 8 – 0                                                                  | Tahiti                                                                 | Conf. Cup 2013 - 1º turno                                              | -                                                                      |                                                                        |
| 30-6-2013                                                              | Salvador                                                               | Uruguay                                                                | 2 – 2 dts (2 – 3 dtr)                                                  | Italia                                                                 | Conf. Cup 2013 - Finale 3º posto                                       | -                                                                      | 81’                                                                    |
| 14-8-2013                                                              | Rifu                                                                   | Giappone                                                               | 2 – 4                                                                  | Uruguay                                                                | Amichevole                                                             | -                                                                      | 67’                                                                    |
| 13-11-2013                                                             | Amman                                                                  | Giordania                                                              | 0 – 5                                                                  | Uruguay                                                                | Qual. Mondiali 2014                                                    | -                                                                      | 70’                                                                    |
| 5-3-2014                                                               | Klagenfurt                                                             | Austria                                                                | 1 – 1                                                                  | Uruguay                                                                | Amichevole                                                             | 1                                                                      | 63’                                                                    |
| 30-5-2014                                                              | Montevideo                                                             | Uruguay                                                                | 1 – 0                                                                  | Irlanda del Nord                                                       | Amichevole                                                             | -                                                                      | 73’                                                                    |
| 4-6-2014                                                               | Montevideo                                                             | Uruguay                                                                | 2 – 0                                                                  | Slovenia                                                               | Amichevole                                                             | -                                                                      | 75’                                                                    |
| 19-6-2014                                                              | San Paolo                                                              | Uruguay                                                                | 2 – 1                                                                  | Inghilterra                                                            | Mondiali 2014 - 1º turno                                               | -                                                                      |                                                                        |
| 24-6-2014                                                              | Natal                                                                  | Italia                                                                 | 0 – 1                                                                  | Uruguay                                                                | Mondiali 2014 - 1º turno                                               | -                                                                      | 63’                                                                    |
| 28-6-2014                                                              | Rio de Janeiro                                                         | Colombia                                                               | 2 – 0                                                                  | Uruguay                                                                | Mondiali 2014 - Ottavi di finale                                       | -                                                                      | 53’                                                                    |
| 5-9-2014                                                               | Sapporo                                                                | Giappone                                                               | 0 – 2                                                                  | Uruguay                                                                | Amichevole                                                             | -                                                                      | 73’                                                                    |
| 8-9-2014                                                               | Goyang                                                                 | Corea del Sud                                                          | 0 – 1                                                                  | Uruguay                                                                | Amichevole                                                             | -                                                                      | 24’                                                                    |
| 10-10-2014                                                             | Gedda                                                                  | Arabia Saudita                                                         | 1 – 1                                                                  | Uruguay                                                                | Amichevole                                                             | -                                                                      |                                                                        |
| 13-11-2014                                                             | Montevideo                                                             | Uruguay                                                                | 3 – 3 (6 – 7 dtr)                                                      | Costa Rica                                                             | Amichevole                                                             | -                                                                      |                                                                        |
| 19-11-2014                                                             | Santiago del Cile                                                      | Cile                                                                   | 1 – 2                                                                  | Uruguay                                                                | Amichevole                                                             | -                                                                      | 61’                                                                    |
| 28-3-2015                                                              | Agadir                                                                 | Marocco                                                                | 0 – 1                                                                  | Uruguay                                                                | Amichevole                                                             | -                                                                      |                                                                        |
| 6-6-2015                                                               | Montevideo                                                             | Uruguay                                                                | 5 – 1                                                                  | Guatemala                                                              | Amichevole                                                             | -                                                                      |                                                                        |
| 13-6-2015                                                              | Antofagasta                                                            | Uruguay                                                                | 1 – 0                                                                  | Giamaica                                                               | Coppa America 2015 - 1º turno                                          | -                                                                      |                                                                        |
| 16-6-2015                                                              | La Serena                                                              | Argentina                                                              | 1 – 0                                                                  | Uruguay                                                                | Coppa America 2015 - 1º turno                                          | -                                                                      | 86’                                                                    |
| 20-6-2015                                                              | La Serena                                                              | Uruguay                                                                | 1 – 1                                                                  | Paraguay                                                               | Coppa America 2015 - 1º turno                                          | -                                                                      | 74’                                                                    |
| 4-9-2015                                                               | Panama                                                                 | Panama                                                                 | 0 – 1                                                                  | Uruguay                                                                | Amichevole                                                             | -                                                                      | 46’                                                                    |
| 8-9-2015                                                               | San José                                                               | Costa Rica                                                             | 1 – 0                                                                  | Uruguay                                                                | Amichevole                                                             | -                                                                      | 78’                                                                    |
| 8-10-2015                                                              | La Paz                                                                 | Bolivia                                                                | 0 – 2                                                                  | Uruguay                                                                | Qual. Mondiali 2018                                                    | -                                                                      |                                                                        |
| 13-10-2015                                                             | Montevideo                                                             | Uruguay                                                                | 3 – 0                                                                  | Colombia                                                               | Qual. Mondiali 2018                                                    | -                                                                      |                                                                        |
| 12-11-2015                                                             | Quito                                                                  | Ecuador                                                                | 2 – 1                                                                  | Uruguay                                                                | Qual. Mondiali 2018                                                    | -                                                                      | 89’                                                                    |
| 18-11-2015                                                             | Montevideo                                                             | Uruguay                                                                | 3 – 0                                                                  | Cile                                                                   | Qual. Mondiali 2018                                                    | 1                                                                      | 59’ 69’                                                                |
| 25-3-2016                                                              | Recife                                                                 | Brasile                                                                | 2 – 2                                                                  | Uruguay                                                                | Qual. Mondiali 2018                                                    | -                                                                      |                                                                        |
| 29-3-2016                                                              | Montevideo                                                             | Uruguay                                                                | 1 – 0                                                                  | Perù                                                                   | Qual. Mondiali 2018                                                    | -                                                                      |                                                                        |
| 27-5-2016                                                              | La Plata                                                               | Uruguay                                                                | 3 – 1                                                                  | Trinidad e Tobago                                                      | Amichevole                                                             | -                                                                      |                                                                        |
| 5-6-2016                                                               | Glendale                                                               | Messico                                                                | 3 – 1                                                                  | Uruguay                                                                | Coppa America Centenario - 1º turno                                    | -                                                                      |                                                                        |
| 7-9-2016                                                               | Montevideo                                                             | Uruguay                                                                | 4 – 0                                                                  | Paraguay                                                               | Qual. Mondiali 2018                                                    | -                                                                      | 87’                                                                    |
| 7-10-2016                                                              | Montevideo                                                             | Uruguay                                                                | 3 – 0                                                                  | Venezuela                                                              | Qual. Mondiali 2018                                                    | -                                                                      | 89’                                                                    |
| 11-10-2016                                                             | Barranquilla                                                           | Colombia                                                               | 2 – 2                                                                  | Uruguay                                                                | Qual. Mondiali 2018                                                    | -                                                                      | 46’ 54’                                                                |
| Totale                                                                 |                                                                        | Presenze (9º posto)                                                    | 83                                                                     |                                                                        | Reti                                                                   | 7                                                                      |                                                                        |

## Palmarès

### Club

#### Competizioni nazionali
- Coppa di Romania: 1

CFR Cluj: 2008-2009
- Supercoppa di Portogallo: 4

Porto: 2009, 2010, 2011, 2012
- Coppa del Portogallo: 2

Porto: 2009-2010, 2010-2011
- Campionato portoghese: 2

Porto: 2010-2011, 2011-2012
- Campionato paraguaiano: 1

Cerro Porteno: 2017
- Supercopa Uruguaya: 1

Nacional: 2019
- Campionato uruguaiano: 1

Nacional: 2019

#### Competizioni internazionali
- UEFA Europa League: 1

Porto: 2010-2011

### Nazionale
- Coppa America: 1

2011